# Isatis

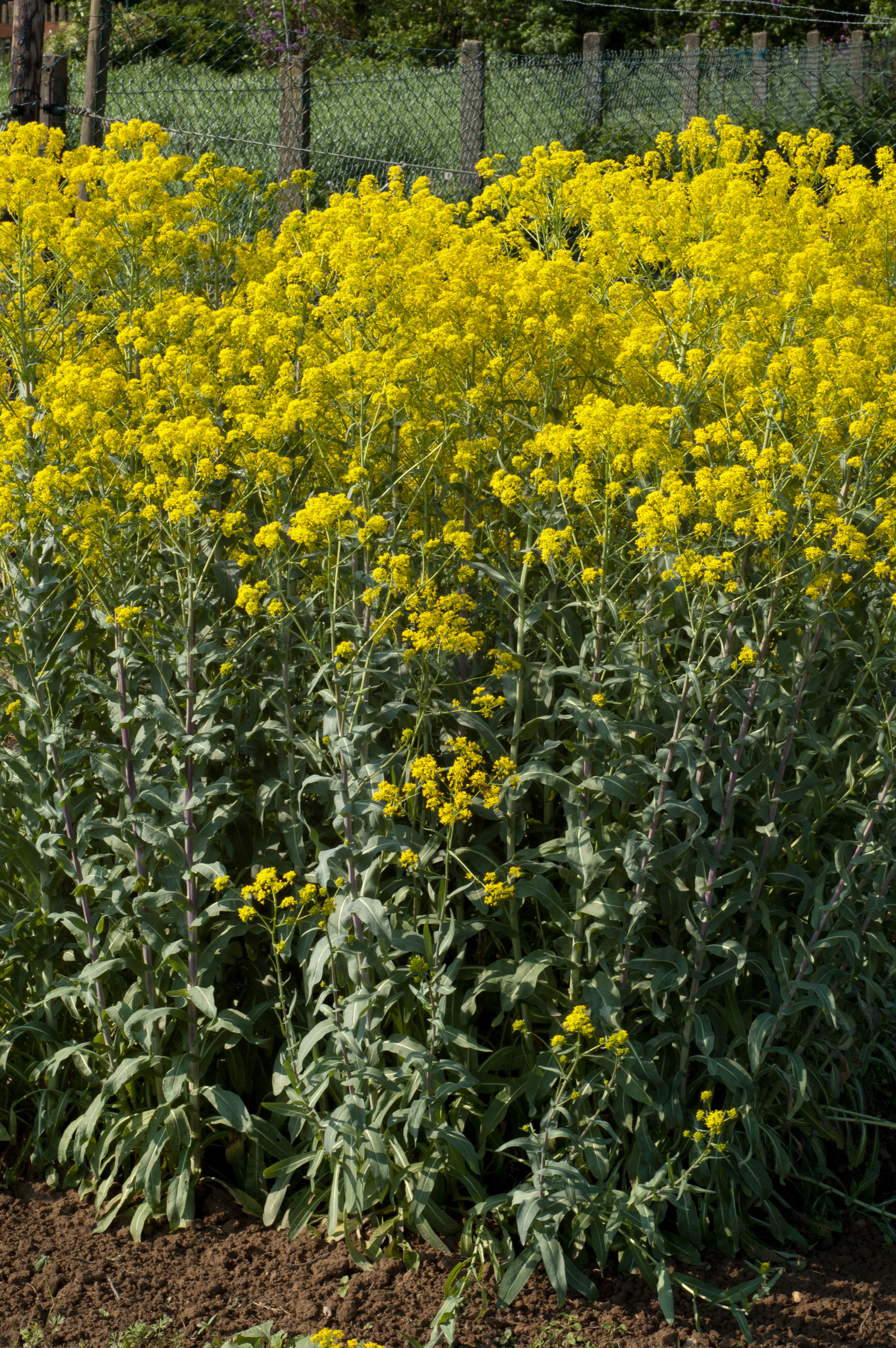
Isatis tinctoria (hábito da planta em flor).

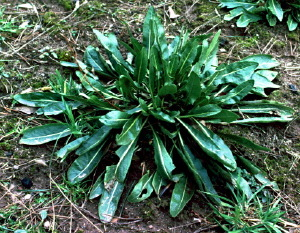
Isatis tinctoria (planta juvenil).

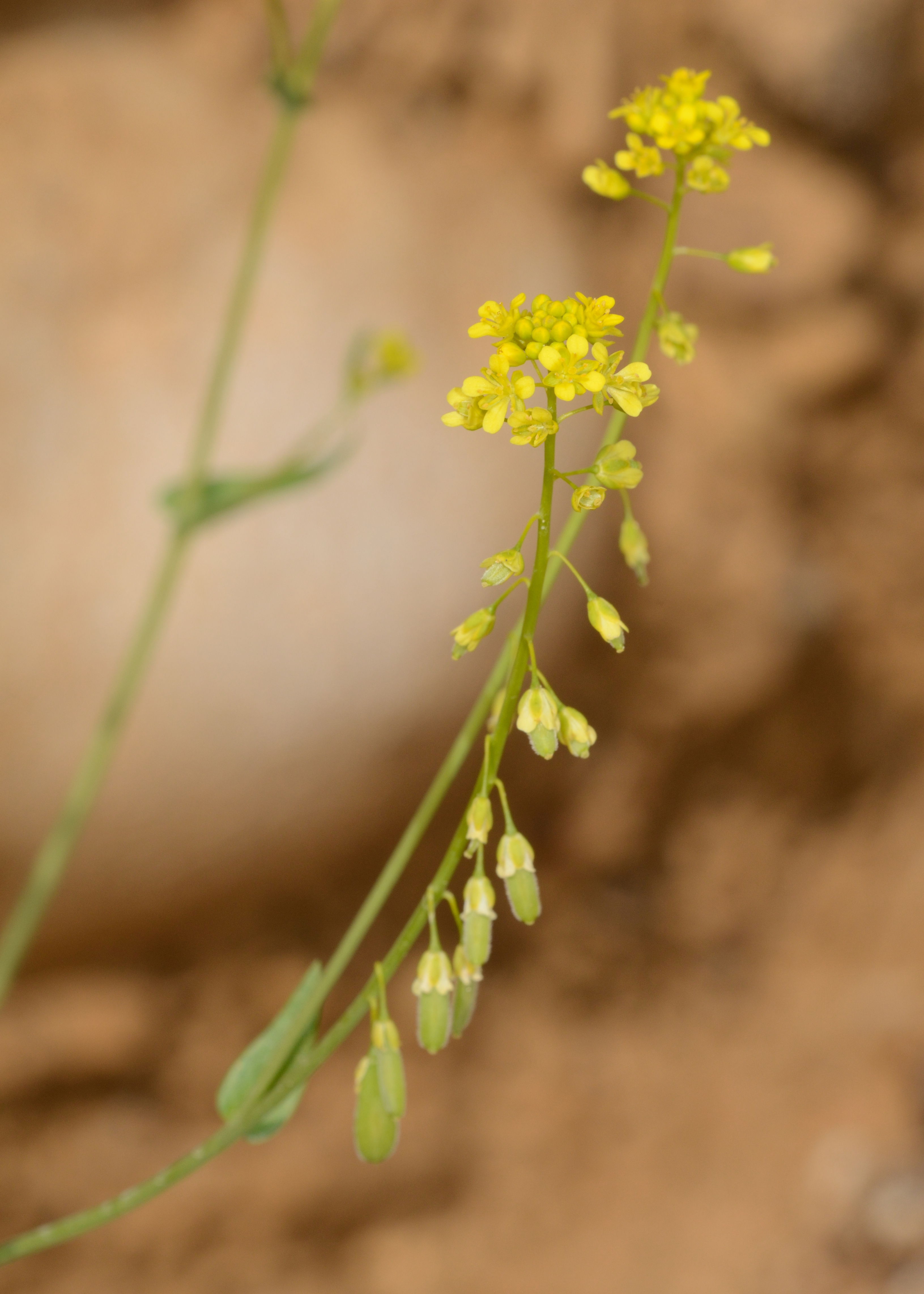
Isatis microcarpa.

Ísatis (Isatis) L. é um género de plantas com flor, pertencente à tribo Isatideae da família Brassicaceae. O género integra 50 a 94 espécies validamente descritas, nativas de uma região que se estende das costas do Mediterrâneo para leste até à Ásia Central e ao Sudoeste Asiático. Entre essas espécies inclui-se a planta tintureira conhecida por pastel (Isatis tinctoria), em tempos muito cultivada e de grande valor económico na Europa.

## Descrição
As espécies pertencentes ao género Isatis são plantas herbáceas geralmente bienais ou perenes, embora por vezes anuais, ramificadas, com coloração frequentemente verde-azulada, geralmente glabras e glaucas, excepto na siliqua que por vezes apresenta tricomas simples.
As folhas basais são geralmente elíptico-oblongas, sésseis e dispostas em roseta. As folhas caulinares são sésseis, cordadas ou sagitadas a oval-oblongas, em geral amplexicaules. A margem da lâmina da folha é lisa, serrilhada ou raramente lobada.
As flores agrupam-se em inflorescências racemosas, ramificadas ou paniculadas, ebracteadas, em geral bastante laxas, alongando na maturação. As flores são pequenas, de coloração amarela a esbranquiçada ou lilás muito claro. As sépalas são suberectas, quase homogéneas. As pétalas apresentam cerca do dobro do comprimento das sépalas, de forma oblongo-obovada, com ápice arredondado.
O fruto é uma siliqua geralmente linear, oblongo-cuneada a suborbicular, indeiscente, aplanada lateralmente, unilocular, macia, pouco a conspicuamente alada, glabra ou com tricomas diminutos. Cada siliqua contém uma, raramente duas sementes. As sementes são acastanhadas, arredondadas e lisas.
Devido à grande variabilidade da sua morfologia, as espécies asiáticas são particularmente difíceis de determinar, sendo a forma do fruto na maturação a única característica confiável.
Na China, as raízes de algumas espécies são utilizadas na confecção de uma tisana medicinal conhecida por  板藍根 (bǎn lán gēn em escrita pinyin). É também um ingrediente utilizado em gan mao ling (gǎn mào líng em pinyin; 感冒靈 em chinês tradicional; 感冒灵 em chinês simplificado).

## Taxonomia e sistemática
O género Isatis foi descrito em 1737 por Carl von Linné na obra Hortus Cliffortianus Plantas exhibens quas in Hortis vivis quam siccis, Hartecampi in Hollandia coluit, p. 341 e novamente incluído na sua obra Species Plantarum (2: 670. 1753). A espécie tipo é Isatis tinctoria.
São considerados sinónimos taxonómicos de Isatis L. os seguintes nomes genéricos: Boreava Jaub. & Spach, Goerkemia Yıld., Martinsia Godr., Pachypteris Kar. & Kir. non Brongn., Pachypterygium Bunge, Sameraria Desv., Tauscheria Fisch. ex DC. e Tetrapterygium Fisch. & C.A.Mey.
O género Isatis inclui pelo menos 178 espécies descritas, das quais apenas 50 a 94 são consideradas presentemente como válidas. Entre essas espécies incluem-se as seguintes:
- Isatis alpina Vill. (sin.: Isatis allionii P.W.Ball)[6] – ocorre apenas nos Apeninos e nos Alpes italianos e franceses.[7]
- Isatis aucheri Boiss. – nativa da Turquia.[2]
- Isatis boissieriana Rchb. f. – nativa do Afeganistão, Turcomenistão e Uzbequistão.[2]
- Isatis brevipes (Bunge) Jafri –
- Isatis buschiana Schischk. – nativo da Turquia, Iraque e Irão.[2]
- Isatis cappadocica Desv. (sin.: Isatis steveniana Trautv.) – ocorre com três subespécies na Turquia, na Síria, Arménia, Azerbaijão, Daguestão, Iraque, Líbano e Irão.[2]
- Isatis costata C.A.Mey. – nativa da Rússia europeia e asiática, da Crimeia, do Paquistão, Tadjiquistão, Cazaquistão, Mongólia e China.[2]
- Isatis djurdjurae Coss. & Durieu – nativa de Marrocos e da Argélia.[2]
- Isatis emarginata Kar. & Kir. – nativa do Paquistão, Cazaquistão, Uzbequistão, Turcomenistão e Irão.[2]
- Isatis erzurumica P.H.Davis – nativa da Turquia.[2]
- Isatis gaubae Bornm. – nativa do Irão.[2]
- Isatis glauca Aucher ex Boiss. – nativa da Turquia, da Arménia e da Síria.[2]
- Isatis harsukhii O.E.Schulz –
- Isatis iberica Steven – nativa da Arménia e do Azerbaijão.[2]
- Isatis kotschyana Boiss. & Hohen. – nativa da Turquia e Irão.[2]
- Isatis lusitanica L. (sin.: Isatis aleppica Scop.) – com distribuição natural em Creta, Tunísia, Líbia, Península do Sinai, Turquia, Síria, Líbano, Iraque, Jordânia, Israel e Irão.[2]
- Isatis microcarpa Boiss. – nativa da Península do Sinai.[8]
- Isatis minima Bunge – nativa do Irão, Afeganistão, Paquistão, Ásia Central e China.[2]
- Isatis multicaulis (Kar.& Kir.) Jafri –
- Isatis praecox Tratt.[6] –
- Isatis stocksii Boiss. –
- Isatis tinctoria L. – cultivada como planta tintureira na Europa e Macaronésia; introduzida em quase todas as regiões temperadas e subtropicais;
- Isatis violascens Bunge – ocorre nos desertos arenosos do Sudoeste da Ásia, Paquistão, Afeganistão, Cazaquistão, Quirguistão, Tadjiquistão, Turcomenistão, Uzbequistão e na região chinesa de Xinjiang.

Outras espécies são:
- Isatis amani
- Isatis apscheronica
- Isatis arenaria
- Isatis arnoldiana
- Isatis athoa
- Isatis bitlisica
- Isatis boissierana
- Isatis brachycarpa
- Isatis bullata
- Isatis bungeana
- Isatis buschiorum
- Isatis campestris
- Isatis canaliculata
- Isatis candolleana
- Isatis caucasica
- Isatis cochlearis
- Isatis constricta
- Isatis deserti
- Isatis floribunda
- Isatis frutescens
- Isatis funebris
- Isatis hirtocalyx
- Isatis huber-morathii
- Isatis indigotica
- Isatis jacutensis
- Isatis karjaginii
- Isatis kozlowskyi
- Isatis laevigata
- Isatis latisiliqua
- Isatis leuconeura
- Isatis littoralis
- Isatis lockmanniana
- Isatis nummularia
- Isatis oblongata
- Isatis ornithorhynchus
- Isatis pinnatiloba
- Isatis platyloba
- Isatis reticulata
- Isatis sabulosa
- Isatis sevangensis
- Isatis sivasica
- Isatis spatella
- Isatis spectabilis
- Isatis subradiata
- Isatis takhtajanii V. E. Avet.[9][10] –
- Isatis taurica –
- Isatis tomentella –
- Isatis trachycarpa –
- Isatis turcomanica –
- Isatis undulata –
- Isatis vermia –
- Isatis villarsii –
- Lista completa de espécies.

## Classificação lineana do género
| Sistema | Classificação                        | Referência               |
| ------- | ------------------------------------ | ------------------------ |
| Linné   | Classe Tetradynamia, ordem Siliquosa | Species plantarum (1753) |